# Trilepida brevissima
Trilepida brevissima là một loài rắn trong họ Leptotyphlopidae. Loài này được Shreve mô tả khoa học đầu tiên năm 1964.